# Elsnig
Elsnig ist eine Gemeinde im Nordosten des Landkreises Nordsachsen in Sachsen (Deutschland). Sie gehört der Verwaltungsgemeinschaft Dommitzsch an.

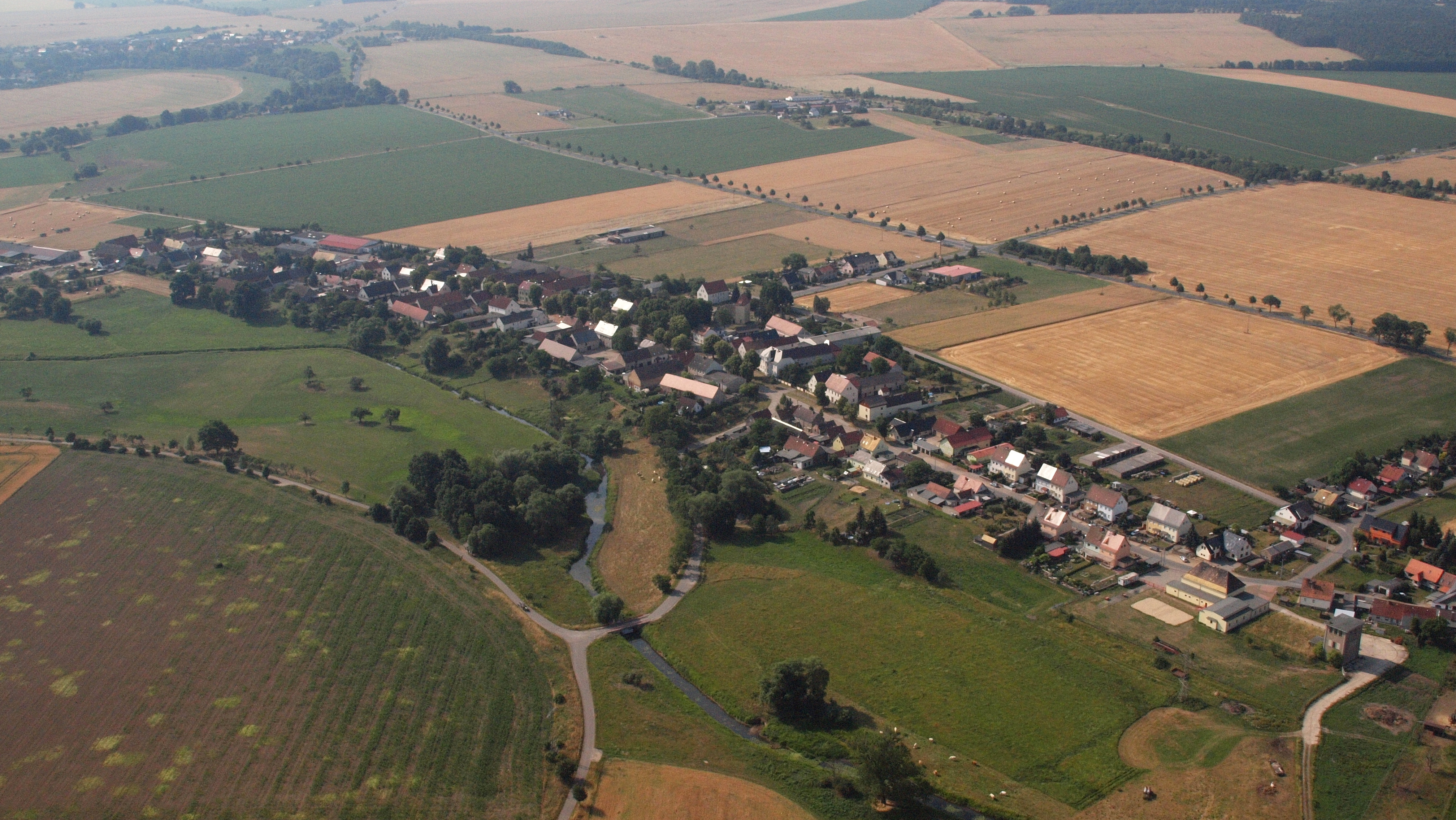
Elsnig (Luftaufnahme 2015)

## Geographie

### Lage
Elsnig liegt inmitten der Elbauen am westlichen Elbufer sowie am Flüsschen Weinske und an Altarmen der Elbe. Die Gemarkung befindet sich in der Elbaue auf Anschwemmböden und außerhalb dieses Standorts meist auf Sand. Die Stadt Torgau liegt ca. acht Kilometer südöstlich und die Stadt Dommitzsch ca. fünf Kilometer nordwestlich der Gemeinde. Elsnig liegt am Ostrand des Naturparkes Dübener Heide.

### Ortsteile
- Elsnig
- Döbern
- Drebligar
- Mockritz
- Neiden
- Polbitz
- Vogelgesang
- Waldsiedlung

## Geschichte
Das Straßendorf wurde 965 erstmals urkundlich genannt. Der Ortsname lautete 965 Olsnic und wurde bereits 1368 als Elsnig erwähnt. Zwischendurch gab es kleinere Abweichungen.
1378 übertrugen die Kurfürsten von Sachsen dem Kloster Buch das Dorf (nach der Auflassung durch „Otto von Gnanstein kemerer von Grunow“) mit allen Rechten und beiden Gerichten. Im gleichen Jahr verzichtete „vrouwe Agnes von Gnannensteyn vrouwe czu grunav“ auf das Dorf, das ihr Leibgedinge gewesen war. 1379 wurde die Urkunde über Verkauf und Bezahlung durch „Otto kemmerer von Gnannensteyn herr czu Grunow“ ausgestellt, in der auch das Kirchlehen genannt wird, also das Patronatsrecht. Zu diesem Zeitpunkt bestand also die Kirche bereits, wie auch nach ihrer Baugestalt zu vermuten.
Im gleichen Jahr verzichteten mehrere Herren auf ihre Rechte in Elsnig. Unklar bleiben Art und Umfang; es könnten Lehnsleute des Herrn von Gnandstein gewesen sein.
1380 gelobte „Otto kemmerer von Gnannenstein“ dem Abt Nikolaus vom Kloster Buch, falls er von jemandem wegen des Verkaufs oder Eigentums am Dorf Elsnig angesprochen würde, „daz wol wir sy gewern, alzo recht ist“. Gemeint ist wohl rechtlicher Beistand (Gewere) bei Ansprüchen anderer.
1480 verlieh Abt Simon von Kloster Buch den Brüdern Hans und Gallus Wilkein den dritten Teil des Gerichtes in Elsnig und bestätigt ihnen die Einnahmen, die den vorherigen belehnten Richtern zustanden an „Geld, an Schweinen, Gänsen, Hühnern, Lämmern, oder woran das sein mag, nach solcher Zahl, wie bisher gehalten wurde“.

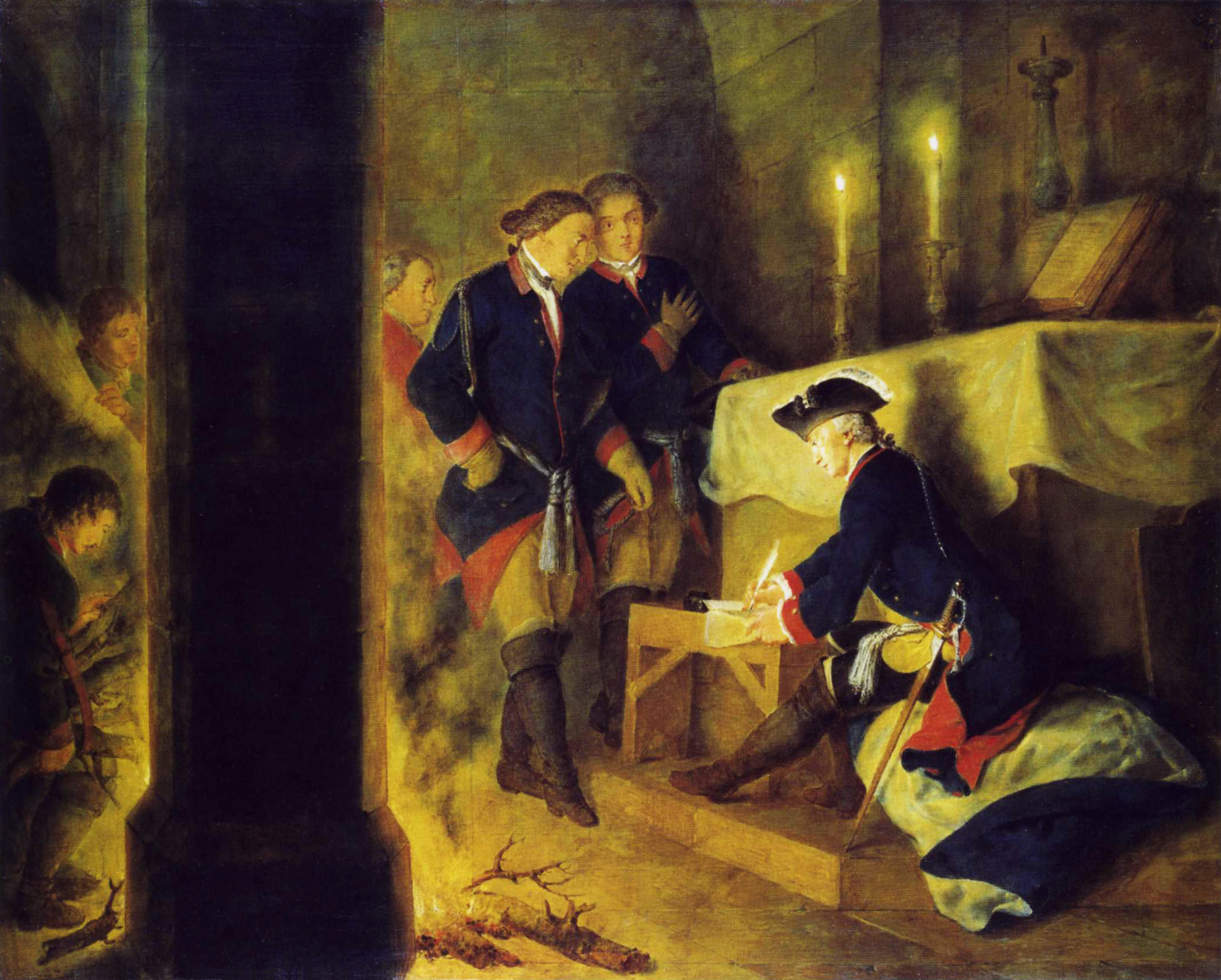
Friedrich der Große unterschreibt nach der Schlacht von Torgau auf den Altarstufen der Elsniger Kirche Befehle an seine Truppe (Gemälde von Bernhard Rode, um 1793)

Friedrich der Große verbrachte die Nacht vom 3. auf den 4. November 1760 in der Kirche von Elsnig. Während der Schlacht von Torgau war er zuvor von einer Kartätschenkugel am Brustkorb verwundet worden. Sein Adjutant Beerenhorst und ein Reitknecht retteten den zeitweilig Bewusstlosen vor seinen Feinden und brachten ihn hierher, weil im gesamten Ort wegen der zahlreichen Verwundeten keine sonstige Bleibe für den König zu finden war. Auch nachdem Friedrich wieder zu sich gekommen war, blieb er zunächst hier, um die – letztendlich doch nicht lebensbedrohliche – Wunde behandeln zu lassen. Zugleich schrieb er – der Überlieferung nach auf den Stufen des Altars – Befehle für seine Truppe. Er hielt die Schlacht für verloren, ehe ihm der Kapitän von Grävenitz die unerwartete Nachricht vom Sieg der Preußen über die Österreicher überbrachte, der dank des Einsatzes seines Generals Hans-Joachim von Zieten zustande gekommen war.
Die Flur Elsnig besaß 1895 787 Hektar Land, das von Bauern bewirtschaftet wurde.
In den 1930er Jahren wurde bei Elsnig eine Munitionsfabrik der WASAG errichtet. In deren Zuge entstand auch die Waldsiedlung. Die Fabrik wurde nach dem Zweiten Weltkrieg teildemontiert und das Areal bis zur Wende von der Nationalen Volksarmee nachgenutzt. In einem Pilotprojekt wurde ab 2003 versucht, die durch das ehemalige WASAG-Werk verursachten Umweltschäden, insbesondere der Verschmutzung durch die Schadstoffe TNT und 2,6-DNT, zu beseitigen.
2005 geriet Elsnig in die Schlagzeilen, als dort Spezialisten der US-Armee ein am 13. April 1945 abgeschossenes Jagdflugzeug vom Typ Lockheed P-38 Lightning ausgruben und die sterblichen Überreste des Piloten in die USA überführten.
Die übergeordnete Verwaltung übte ab 1551 das Amt Torgau, 1816 bis 1952 der Landkreis Torgau, 1952 bis 1994 der Kreis Torgau, ab 1994 der Landkreis Torgau-Oschatz und seit 2008 der Landkreis Nordsachsen aus.

## Bevölkerung
| Jahr | Einwohner |
| ---- | --------- |
| 2002 | 1.788     |
| 2005 | 1.676     |
| 2010 | 1.589     |
| 2015 | 1.455     |
| 2020 | 1.385     |

| Jahr | Einwohner |
| ---- | --------- |
| 2021 | 1.391     |
| 2022 | 1.388     |
| 2023 | 1.372     |
| 2024 | 1.352     |

Stand: 31. Dezember des jeweiligen Jahres (Angaben des Statistischen Landesamtes Sachsen), ab 2011 auf Basis des Zensus 2011, ab 2022 auf Basis des Zensus 2022

## Politik
- FDP: 5
- CDU: 5
- AfD: 2

Die AfD kann zwei Sitze nicht besetzten. Der Gemeinderat verkleinert sich entsprechend.

### Gemeinderat
Die Gemeinderatswahl am 9. Juni 2024 war die letzte Wahl der Gemeindevertretung von Elsnig. Eine Übersicht über diese und vergangene Wahlen gibt die Tabelle:
| Partei/Liste                           | 2024 | 2024  | 2019 | 2019  | 2014 | 2014  |
| Partei/Liste                           | %    | Sitze | %    | Sitze | %    | Sitze |
| -------------------------------------- | ---- | ----- | ---- | ----- | ---- | ----- |
| CDU                                    | 38,2 | 5     | 31,0 | 4     | 39,7 | 5     |
| FDP                                    | 36,9 | 5     | 32,4 | 5     | 4,2  | –     |
| AfD                                    | 24,9 | 2     | 8,9  | 1     | –    | –     |
| Freie Wählervereinigung Torgau-Oschatz | –    | –     | 27,8 | 4     | 49,6 | 7     |
| Sonstige                               | –    | –     | –    | –     | 6,5  | –     |
| Gesamt                                 | 100  | 12    | 100  | 14    | 100  | 12    |
| Wahlbeteiligung (in %)                 | 69,7 | 69,7  | 64,6 | 64,6  | 50,8 | 50,8  |

### Bürgermeister
- 1994–2008: Ulrich Großmann (CDU)[16]
- 2008–2020: Karlheinz Herrmann (parteilos)[17]
- seit 2020: Stefan Schieritz (parteilos)

Schieritz wurde am 20. September 2020 mit 97,9 % der gültigen Stimmen für eine Amtszeit von sieben Jahren gewählt.
| Wahl | Bürgermeister            | Vorschlag | Wahlergebnis (in %) |
| ---- | ------------------------ | --------- | ------------------- |
| 2020 | Stefan Manfred Schieritz | FDP       | 97,9                |
| 2015 | Karlheinz Herrmann       | Herrmann  | 89,3                |
| 2008 | Karlheinz Herrmann       | FWG       | 82,6                |
| 2001 | Ulrich Großmann          | CDU       | 51,7                |
| 1994 | Ulrich Großmann          | CDU       | 49,3                |

## Sehenswürdigkeiten

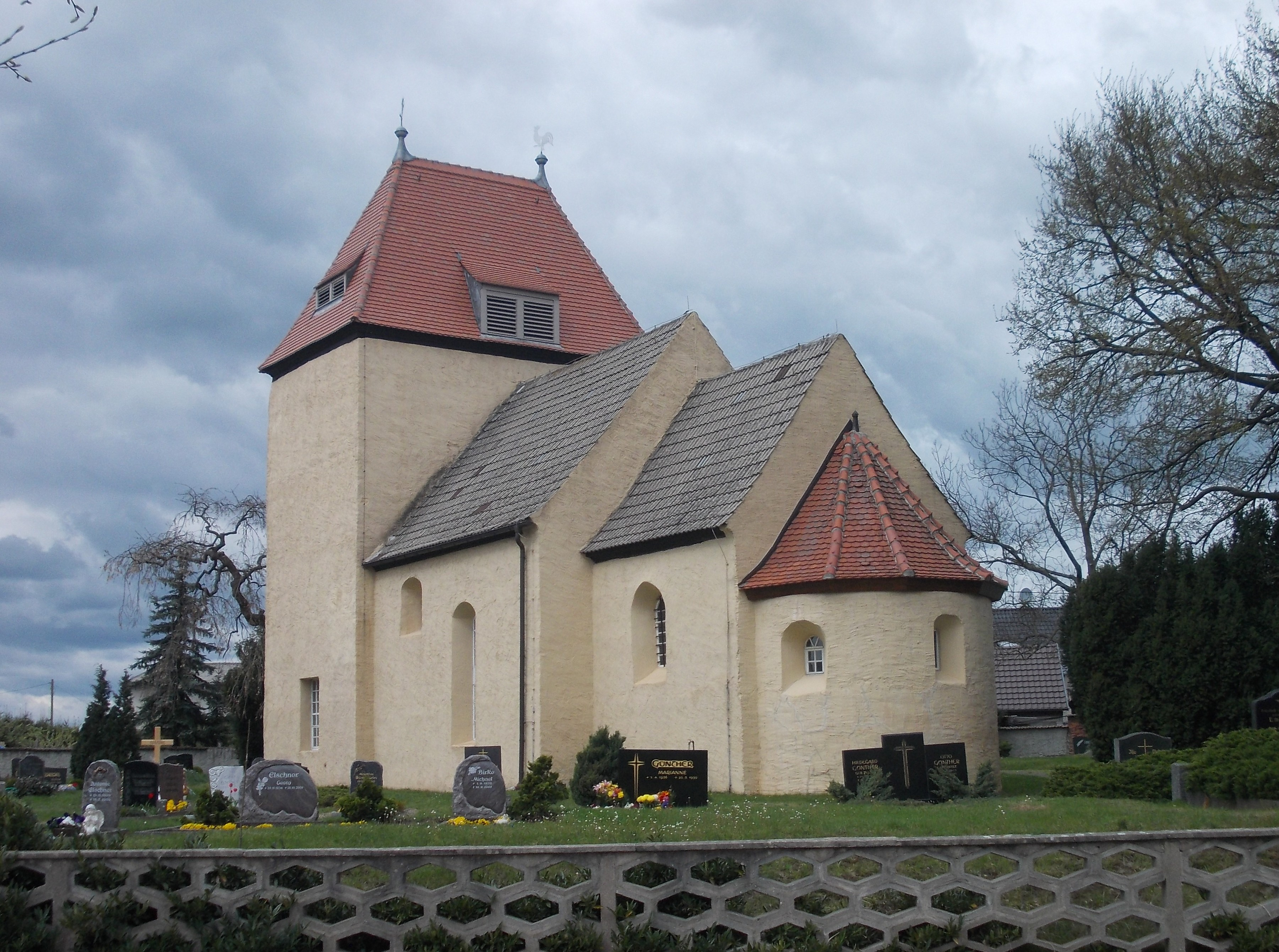
Kirche Elsnig

→ siehe auch: Liste der Kulturdenkmale in Elsnig
→ siehe auch: Liste der Naturdenkmale in Elsnig
→ siehe auch: Liste der Bodendenkmale in Elsnig
- Kirchen in Elsnig und den Ortsteilen
- Naturpark Dübener Heide

## Verkehr
Die B182 und die stillgelegte Bahnstrecke Pretzsch–Torgau durchqueren den Ort Elsnig sowie die Ortsteile Neiden, Waldsiedlung und Vogelgesang.
Die Buslinie 759 der Nordsachsen Mobil GmbH verbindet Elsnig mit der Kreisstadt Torgau.

## Persönlichkeiten
- Sophia Wilhelmina Kayserin (1677–1735), Pfarrersfrau in Elsnig
- Adolph Bogislav Grulich (1729–1798), Pfarrer in Elsnig
- Wolfgang Boeck (1902–1986), Politiker (CDU), in Vogelgesang geboren